# Isoplectron calcaratum
Isoplectron calcaratum är en insektsart som beskrevs av Frederick Wollaston Hutton 1896. Isoplectron calcaratum ingår i släktet Isoplectron och familjen grottvårtbitare. Inga underarter finns listade i Catalogue of Life.